# Castanopsis tribuloides
Castanopsis tribuloides là một loài thực vật có hoa trong họ Fagaceae. Loài này được (Sm.) A.DC. mô tả khoa học đầu tiên năm 1863.